# Lisbeth Trickett
Lisbeth „Libby“ Constance Trickett OAM (geb. Lenton, * 28. Januar 1985 in Townsville) ist eine ehemalige australische Schwimmerin.

## Werdegang
Trickett zählte zu den schnellsten Freistil-Sprinterinnen der Welt. Zum ersten Mal sorgte sie international für Aufsehen, als sie bei den Schwimmweltmeisterschaften 2003 in Barcelona über 50 m Freistil die Bronzemedaille gewann. Bei den Olympischen Spielen 2004 in Athen gewann sie auf dieser Strecke ebenso die Bronzemedaille. Der endgültige Durchbruch in die Weltspitze gelang ihr 2005. Bei den Schwimmweltmeisterschaften 2005 in Montréal gewann sie Goldmedaille über 50 m Freistil und die Silbermedaille über 100 m Delphin. Hinzu kamen zwei Goldmedaillen mit den australischen 4 × 100-m-Freistil- und Lagenstaffeln. Nach den Weltmeisterschaften startete sie in Australien bei den Kurzbahnweltmeisterschaften und verbesserte innerhalb von 24 Stunden zweimal den Weltrekord über 100 m Freistil zunächst auf 51,91 Sekunden, dann auf 51,70 Sekunden. Der alte Weltrekord von Therese Alshammar lag seit 2000 bei 52,17 Sekunden. Sie war damit die erste Frau, die auf einer Kurzbahn unter 52 Sekunden blieb. Bei den Schwimmweltmeisterschaften 2007 in Melbourne gewann Lenton Gold über 50 m Freistil, 100 m Freistil und 100 m Schmetterling. Dazu kommen noch zwei Goldmedaillen mit den australischen 4 × 100-m-Freistil- bzw. 4 × 100-m-Lagenstaffeln.
Beim traditionellen Ländervergleich zwischen den USA und Australien nach den Weltmeisterschaften in Melbourne schwamm sie 52,99 Sekunden über 100 m Freistil, und ist damit die erste Frau, die diese Strecke in weniger als 53 Sekunden zurücklegte. Die FINA erkannte diese Zeit jedoch nicht als Weltrekord an, da Lenton sie als Startschwimmerin eines gemischten Staffelrennens gegen den Amerikaner Michael Phelps erzielte.
Ostern 2007 heiratete Libby Lenton den australischen Schwimmer Luke Trickett und startete erstmals bei den australischen Qualifikationsrennen für die Olympischen Spiele in Peking unter ihrem neuen Namen Trickett. Bei diesem Wettkampf verbesserte sie den Weltrekord über 100 m Freistil der deutschen Britta Steffen um 42 Hundertstelsekunden auf 52,88 Sekunden sowie den über 50 m Freistil von Marleen Veldhuis um 12 Hundertstel auf 23,97 Sekunden. Bei den Olympischen Spielen 2008 in Peking gewann Trickett die Goldmedaille über 100 m Schmetterling, die Silbermedaille über 100 m Freistil, die Bronzemedaille mit der 4 × 100&-m-Freistilstaffel und letztendlich eine zweite Goldmedaille mit der 4 × 100-m-Lagenstaffel. Bei den Olympischen Spielen 2012 in London wurde sie im Vorlauf der 4 × 100-m-Freistilstaffel eingesetzt und gewann somit ihre vierte Goldmedaille bei Olympischen Spielen.
Für ihre Verdienste um den Sport als Goldmedaillengewinner bei den Olympischen Spielen 2004 in Athen wurde sie 2005 mit der Medaille des Order of Australia ausgezeichnet. 2018 wurde sie in die International Swimming Hall of Fame aufgenommen.